# Első csecsen háború
Az első csecsen háború (oroszul: Первая чеченская война) 1994 és 1996 között zajlott Oroszország és Csecsenföld között, melynek eredményeként Csecsenföld egy időre gyakorlatilag függetlenné vált Oroszországtól.

## Előzmények
1936 és 1944 között Csecsenföld neve Csecsen–Ingus Autonóm Szovjet Szocialista Köztársaság volt a Szovjetunió, azon belül pedig az Oroszországi Szovjet Szövetségi Szocialista Köztársaság keretén belül. 1942–1943-ban a köztársaság területének nagy részét elfoglalták a német csapatok. Sztálin 1944-ben a megszállás alatti, a németekkel való együttműködéssel, kollaborációval vádolta meg a csecseneket, ezért felszámolta az autonóm köztársaságot és szinte az egész csecsen lakosságot Kazahsztánba és Kirgizisztánba deportálta. A köztársaság területét felosztották az orosz Sztavropoli terület és Dagesztán között. 1957-ben azonban a Szovjetunió Legfelsőbb Tanácsa, a törvényhozó hatalom visszaállította a Csecsen–Ingus Autonóm Szovjet Szocialista Köztársaságot.
A Szovjetunió megszűnésének időszakában annak tagállamai, a volt szovjet köztársaságok kiváltak az államszövetségből. Ekkor a csecsenek is bejelentették kiválási szándékukat az Oroszországi Föderációból. Dzsohar Dudajev csecsen vezető 1991-ben Groznijban összehívta a Csecsen Össznemzeti Kongresszust, amelyen céljait a következőkben jelölte meg:
- Csecsenföld függetlenségének megszilárdítása,
- Ingus-Csecsen közös állam

1992. július 4-én az Oroszországi Föderáció Legfelsőbb Tanácsa törvényben rögzítette az Oroszországon belül önálló Ingus Köztársaság és Csecsen Köztársaság létrejöttét 1993. január 3-tól. A köztársaság első elnöke Dudajev lett, aki hatalma biztosítása érdekében fegyveres csecsen harcosokkal foglalta el a legfontosabb középületeket Groznijban, köztük a belügyi alakulatok, és a KGB helyi képviseletének épületeit, feloszlatta az addigi csecsen parlamentet és elnöki irányítást vezetett be. Ezzel egy időben etnikai tisztogatást kezdeményezett amely főleg a helyi orosz lakosság ellen irányult. Ez a folyamat hamarosan mintegy 20 000 halottat 230 000 menekültet eredményezett. Az 1989-es népszámlálás adatai szerint a terület lakosságának 23,1%-a volt orosz, (1959-ben még 43% volt), ezzel szemben a tisztogatás után 1994-ben 3-4%-ra csökkent.
Dudajev döntött az Oroszországi Föderációból történő kiválásról, és önálló iszlám államot kívánt létrehozni a Kaukázusban. A moszkvai hatalmi központok számára a Szovjetunió összeomlása, a tagköztársaságok kiválása után elviselhetetlen volt a gondolat, hogy még az Oroszországi Föderáció is meginduljon a felbomlás útján. Emellett Csecsenföldön vezetett át a Kizljar–Groznij–Novorosszijszk vonalon egy fontos olajvezeték, amelyet a csecsenek rendszeresen megcsapoltak. A területen a közbiztonság is összeomlott, fegyveres csoportok vasúti szerelvényeket támadtak meg, külföldieket raboltak el váltságdíjért. Üzletemberek magánhadseregeket szerveztek. Fegyveres bandák száma növekedett. A maffia tagjai a külföldi száműzetésből visszatértek és rávetették magukat a friss államalakulatra.
Az orosz vezetés kezdetben megpróbálta tárgyalások útján rendezni a helyzetet. Pavel Gracsov védelmi miniszter két alkalommal is elrepült Dudajevhez, utoljára Ingusföldön találkoztak. A sikertelen tárgyalások után Jelcin orosz elnök az Oroszországi Föderáció további dezintegrálódása és az etnikai tisztogatások megakadályozása érdekében elhatározta a a hadsereg bevetését. A végső döntés az Oroszországi Föderáció Biztonsági Tanácsának
1994. november 29-i ülésén született meg. Szavazás előtt Gracsov jelezte, hogy komoly fegyveres ellenállásra lehet számítani, és nem tartja célszerűnek alapos előkészület nélkül megkezdeni a csecsenföldi hadjáratot. A tanács azonban a katonai műveletek mielőbbi megkezdése mellett döntött. Ennek megfelelően a Védelmi Minisztérium,a Belügyminisztérium és az FSZB (Szövetségi Biztonsági szolgálat, a KGB egyik utódszervezete) állományába tartozó alakulatok mintegy 24 000 fővel három irányból (Dagesztán, Ingusföld, Észak-Oszétia) benyomultak Csecsenföldre. A hadjárat előkészítetlensége és más politikai okok (a konfliktus belső, polgárháborús jellege) miatt még a felelős katonai parancsnokot is nehezen lehetett megtalálni.

## Története
A támadó alakulatokkal szemben a harcok kezdetén Dudajev elnök a hadsereggel, különleges alakulatokkal, különböző gárdákkal együttvéve is csak 5000 képzett fegyverest tudott kiállítani. Mivel a csecsen katonák nagy része még a Szovjetunió hadseregében kapott kiképzést, illetve sokan megjárták Afganisztánt is, ezért tapasztaltak voltak a gerillaharcban. Ezenfelül még volt 30 000-40 000 civil önkéntes, akik katonai tapasztalattal nem rendelkeztek, de elszántak voltak. Nagy mennyiségű és jó minőségű fegyverzet maradt hátra a szovjet időből, ezenkívül az iszlám kapcsolatok és más külföldi segítség révén zsoldosok és önkéntesek érkeztek a csecsenek megsegítésére Afganisztánból, Pakisztánból, Boszniából, a Baltikumból, Grúziából, Ukrajnából, Jordániából és Azerbajdzsánból és sok arab országból, ezeknek a fegyveres önkéntesekből sokakat lehetett az al-Kaidához kötni. Ezek száma legalább 500 volt de sokan 5000-6000-re becslik a számukat.
Az első támadásban az orosz hadigépezet közel 24 000 katonája és 80 harckocsija vett részt, az utána történő létszámnövelés a kezdeti kudarcok miatt következett be. A súlyos kudarcokkal kezdődő grozniji csata (1994–1995) után 1995. január végén Jelcin utasítására 80 000 főre növelték a hadműveletben részt vevő orosz erők létszámát, és március végére már az orosz haderő birtokában volt a fővároson kívül a három legjelentősebb csecsen város, Sali, Argun és Gudermesz is. 1995 nyarára már a csecsen települések többsége orosz kézen volt. Anatolij Szergejevics Kulikov vezérezredes, a belügyi csapatok főparancsnoka, a belügyminiszter első helyettese, az összevont csoportosítás parancsnoka és Aszlan Maszhadov, a csecsen vezérkar főnöke tűzszüneti megállapodást írt alá a sebesültek és halottak elszállítása, fogolycsere és a polgári lakosság kimenekítése céljából. A harcok azonban tovább folytatódtak, mert Samil Baszajev csecsen vezér 1995 júliusában a tűzszünetet kihasználva 1600 túszt ejtett Bugyonnovszk városában (a terrorcselekménynek 130 áldozata lett), de megkísérelték a főváros visszavételét is.
1995 áprilisában azután az Európai Biztonsági és Együttműködési Szervezet  (EBESZ) állandó képviseletet nyitott a csecsen fővárosban. A Groznijba kitelepült csoport vezetője Mészáros Sándor magyar diplomata, EBESZ-megbízott volt, aki közvetítő szerepet igyekezett betölteni a harcoló felek között.
Az orosz föderációs haderő megpróbálta ellenőrzése alá vonni Csecsenföld hegyvidéki területeit. A csecseneknek gerilla-hadviseléssel és síksági és hegyvidéki rajtaütésekkel (beleértve a Csecsenföldön kívüli túszejtő akciókat) ezt sikerült visszaverni, az oroszok nagy erőfölénye ellenére is. A csecsen ellenállókat igen sok külföldi muzulmán önkéntes is segítette és a felkelők szoros kapcsolatban álltak iszlamista terrorszervezetekkel. Az önkéntesek önálló muszlim ezredeket hoztak létre, ezek többsége arab volt, más részük török, a maradék különféle kaukázusi muzulmán önkéntesekből állt. Több csecsen harcos részt vett az afganisztáni háborúban, ahol a szovjet megszállók (mint ateista kommunisták) ellen harcoló népmozgalmakat szintén motiválta az iszlám hit védelme. Az ott szolgált csecsenek kapcsolatba kerültek az iszlám fundamentalista ideológiával és kapcsolatokat is szereztek. A csecsen felkelő seregben akadtak elvétve afganisztáni önkéntesek is.
Az EBESZ mellett más nemzetközi civil szervezetek is igyekeztek humanitárius segítséget nyújtani. A Nemzetközi Vöröskereszt 1995 kritikus februárjában a fővárosban rekedt 120 000 fő kétharmadának biztosították az ellátását alapvető élelmiszerekkel és ivóvízzel. 1996-ban egy 300 fő ellátására alkalmas kórházat is telepítettek Csecsenföldön, amit azonban három hónapos működés után, egy csecsen támadást követően be kellett zárni, és a Nemzetközi Vöröskereszt ezután kénytelen volt kivonni az embereit a térségből.
A csecsen harcosok körében elterjedt a térségben nagy hagyományokra visszatekintő emberrablás gyakorlata. A Magyar Ökumenikus Segélyszervezet két tagját is elrabolták a csecsenek, és csak hosszas tárgyalások után engedték őket szabadon. Számos más külföldit is elraboltak, akiket aztán váltságdíj fejében bocsátottak csak szabadon.
A korabeli orosz belpolitikai helyzetre jellemző, hogy Szergej Kovaljov, az Oroszországi Föderáció emberi jogi biztosa a fegyveres harcok térségében járva és látva a kilőtt harcjárművekben bennégett áldozatokat, arra biztatta az orosz katonákat, hogy ne harcoljanak, hanem inkább adják meg magukat. Ezután az Állami Duma 1995 márciusában leváltotta erről a tisztségéről.
A harcok során gyakori volt a fontos személyek célzott likvidálása is. 1996 januárjában Kizljarban Szalman Radujev vezetésével megölték Alekszej Romanov tábornokot, az orosz csoportosítás egyik vezetőjét. Dudajev csecsen elnök biztonsági okokból állandóan változtatta tartózkodási helyét, de amikor a külföldről kapott műholdas telefonján kommunikált, az orosz légierő a jel alapján rakétával megsemmisítette az elnöki konvojt.
Az orosz csapatok demoralizálódása és a közvélemény végül arra késztette Borisz Jelcin orosz elnököt, hogy tárgyalásokat kezdjen a tűzszünetről. 1996. május 27–28-án Moszkvában Zelimhan Jandarbijev képviselte a Csecsen Köztársaságot, Oroszországot pedig Csernomirgyin miniszterelnök. Ezt követően június 10-én Nazranyban (Ingusföld) megállapodtak a tűzszünetről. A harcok azonban a tűzszüneti megállapodás ellenére szórványosan még sokáig tovább folytak. A tűzszünet nyomán azonban megkezdték az orosz erők nagy részének kivonását Csecsenföldről, a köztársaság státuszáról szóló döntést pedig elnapolták.
Óvatos becslés szerint a harcokban 7500 orosz katona, 4000 csecsen harcos és több mint 35 000 civil halt meg. Más becslések 80 000 és 100 000 közé teszik az áldozatok számát. Több mint 500 000 civil menekült el lakhelyéről, rommá lőtt városokat és falvakat hagyva hátra. A konfliktus végül megoldatlan maradt az Oroszországi Föderáció és a csecsen szeparatisták között. Ennek következménye volt az 1999-ben kezdődött második csecsen háború.

## Hatásai
A háború eredményeként sikerült megőrizni az Orosz Föderáció területi integritását, nem bomlott tovább az egykori szovjet struktúra, de ezért súlyos politikai árat kellett fizetni. A hatalmas emberveszteség mellett óriási volt az új, magát demokratikusnak tartó orosz vezetés és személyesen Jelcin elnök presztízsvesztesége. A háború jelentős erőket és anyagi eszközöket vont el a rendszerváltás sürgős feladataitól. A harcok és az áldozatok erősen megosztották a társadalmat, egyes civil szervezetek, különösen a „Katonaanyák” (Szoldatszkije Matyeri) egyre erőteljesebben emelték fel szavukat a háború ellen. Ez persze károsan hatott a harcoló alakulatok moráljára is. Az orosz közvélemény féltette a besorozott katonafiúkat a véres kalandtól, ugyanakkor ellenségessé vált a Moszkvában jelentős kaukázusi származású lakosság iránt.
Különösen a háború kezdeti időszakában a szomszédos észak-kaukázusi köztársaságok (Dagesztán, Ingusföld) lakossága erősen szolidarizált a csecsenekkel, helyenként akadályozták az orosz csapatok mozgását.
Nemzetközileg a csecsen konfliktus megnehezítette Oroszország kapcsolatainak alakulását a Nyugattal, különösen az Egyesült Államokkal. Washington addig szinte feltétel nélkül támogatta Jelcint, mert benne látta az orosz demokratikus átalakulás egyedüli letéteményesét, ezért igen visszafogottan bírálták az orosz vezetést és orosz belügyként kezelték a kérdést. Az események eldurvulásával azonban egyre határozottabb figyelmeztetéseket küldtek az orosz vezetésnek.
Összességében a konfliktus erőszakos kezelése igen negatív példát jelentett az orosz részről „közel-külföldnek” nevezett, azaz korábban a Szovjetunióhoz tartozó államok, területek helyi konfliktusainak résztvevői számára. A háború során elkövetett kegyetlenkedések, bár sokszor kölcsönösek voltak, feszültté, ellenségessé tették a viszonyt a muzulmán világgal, és az Oroszországon belüli muzulmán közösséggel is.
Az is jelzi az orosz veszteségeket, hogy a harci cselekményekben való részvételért összesen 175 fő, többségük posztumusz, kapta meg az Oroszországi Föderáció Hőse címet. Egy tábornok, Lev Jakovlevics Rohlin vissza is utasította ezt a kitüntetést azzal, hogy polgárháborúban a hadvezérek nem érdemelnek dicsőséget. „Ez a háború Oroszország számára nem dicsőség, hanem szerencsétlenség!” – jelentette ki.